# لزلی مارمون سیلکو
لزلی مارمون سیلکو زادهٔ آلباکرکی نیومکزیکو (۱۹۴۸) نویسنده و شاعر سرخپوست آمریکایی از قبیلهٔ لاگونا پوئبلو و از پیشگامان نسل اول موج ادبی رنسانس بومیان آمریکا است.
او نسب خود را آمیخته‌ای از نژاد آمریکایی، مکزیکی و سرخپوست می‌داند. کودکی خود را در مجاورت بومیان پوئبلو گذراند و قصه گویی سنتی قبیلهٔ لاگونا را از مادربزرگ، پدربزرگ و خاله‌اش آموخت. آموزش ابتدایی را در مدارس اداره امور سرخپوستان سپری کرد و پس از فارغ‌التحصیلی از دانشگاه نیومکزیکو حرفهٔ نویسندگی و تدریس را برگزید. در آثارش به تفصیل به آگاهی بخشی دربارهٔ هویت، فرهنگ و سنت بومیان آمریکا، سلطهٔ فرهنگی و نژادی سفیدپوستان و مسائل زنان پرداخته‌است. او از اولین دریافت کنندگان جایزه بنیاد مک آرتور (۱۹۸۱) است و در ۱۹۹۴ به پاس دستاورد یک عمر فعالیت هنری مفتخر به دریافت جایزهٔ حلقه نویسندگان بومی قاره آمریکا شد.
از آثارش می‌توان به بانوان لاگونا (شعر-۱۹۷۴)، مراسم (رمان-۱۹۷۷)، قصه گو (مجموعه شعر و داستان-۱۹۸۱)، سالنامهٔ مردگان (رمان-۱۹۹۱)، آب مقدس (کتاب دست‌ساز، شعر و متون اسطوره‌ای-۱۹۹۴)، زن زرد و زیبایی روح: نوشتارهایی در باب زندگی امروز بومیان آمریکا (مجموعه داستان و مقاله-۱۹۹۷)، باران (کتاب دست‌ساز، شعر و نثر و عکس-۱۹۹۷)، باغات کویر (رمان-۱۹۹۹)، طاقچهٔ فیروزه‌ای (نثر-۲۰۱۰) و مقالات پرشماری در نشریات اشاره کرد.
داستانی به نام لالایی از کتاب قصه گو توسط سپیده کوتی ترجمه و در نشریه سینما ادبیات چاپ شده‌است